# Toron
Le Toron – średniowieczny zamek położony w Tibninie, w południowym Libanie. Twierdza stoi na wzgórzu w centrum miasta, a jego nazwa pochodzi od starofrancuskiego określenia oznaczającego „wysokie miejsce”.

## Historia
Książę Hugo de Saint-Omer, gubernator Tyberiady, wybudował zamek w 1105 roku, podczas przygotowań do oblężenia Tyru, w celu obrony obszaru Dżabal Amil. W 1107 roku otrzymał go Onfroy (Onufry) I. Senioria z siedzibą w Toron, z podległymi jej włościami Castel Neuf i Toron Ahmud, wchodziła w skład Księstwa Galilei, jednego z najważniejszych lenn Królestwa Jerozolimskiego. W latach 1183–1190 Toron był domeną królewską. W 1187 roku twierdza wpadła w ręce Saladyna. Dziesięć lat później podczas III wyprawy krzyżowej Toron był nieskutecznie oblegany przez rycerzy niemieckich. Chrześcijanie odzyskali go dopiero w 1229 roku. Strategicznie położona warownia kilka razy zmieniała właścicieli. Ostatecznie zamek został zdobyty przez sułtana Bajbarsa w 1266 roku. W następnych stuleciach Mamelucy, a później Osmanowie, używali cytadelę do własnych celów i jej struktura architektoniczna była zmieniana wielokrotnie. Obecnie trwają prace renowacyjne, mające na celu lepsze wykorzystanie zabytku dla celów turystycznych.